# Jacques Planté (directeur de production)
Pour les articles homonymes, voir Planté et Jacques Plante.
Jacques Planté est un réalisateur, directeur de production et producteur français né le 4 octobre 1924 à Pau et mort le 21 novembre 1989 à Ecquevilly (Yvelines).

## Carrière aux échecs
Jacques Planté a mené en parallèle une carrière de joueur d'échecs, remportant championnat de Paris en 1950 et le championnat de France d'échecs en 1969 (7,5/11, devant Guy Mazzoni) et étant sélectionné dans l'équipe de France lors des préliminaires au championnat d'Europe d'échecs des nations en 1957.

## Filmographie
- 1949 : Au royaume des cieux de Julien Duvivier - assistant réalisateur
- 1955 : Les Grandes Manœuvres de René Clair
- 1956 : Porte des Lilas de René Clair
- 1960 : Fortunat de Alex Joffé
- 1961 : Tout l'or du monde de René Clair
- 1962 : Le Voyage à Biarritz de Gilles Grangier
- 1973 : Les Aventures de Rabbi Jacob de Gérard Oury (participation à la production)